# Герцог Салданья

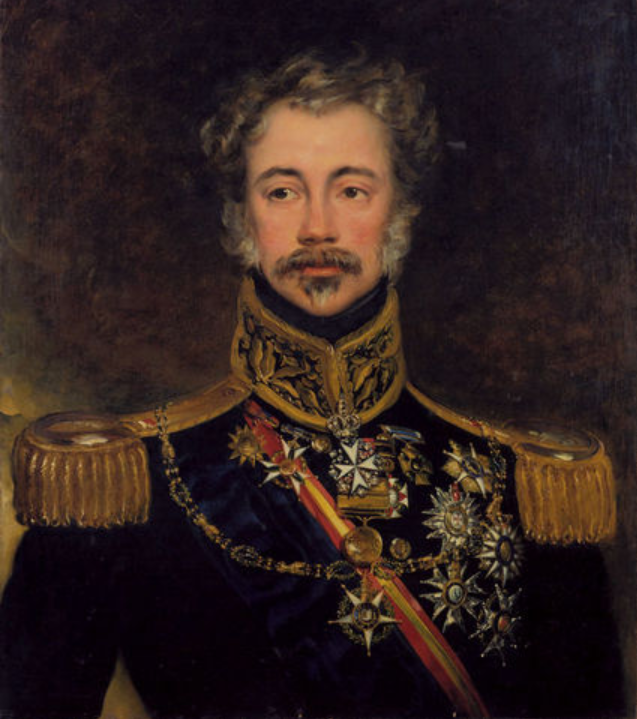
Маршал Жуан Карлос де Салданья Оливейра и Даун (1790—1876)

Герцог де Салданья (порт. Duque de Saldanha) — португальский аристократический титул. Он был создан указом королевы Марии II 4 ноября 1846 года для Жуана Карлуша Салданьи де Оливейра и Дауна (1790—1876), который был также известен как маршал Салданья, лидер либеральной армии, во время Мигелистских войн в Португалии. Маршал Салданья ранее получил от королевы Марии II титулы графа Салданья (1833) и маркиза Салданья (1834).
Жуан Карлуш Салданья де Оливейра Даун занимал посты капитан-генерала Риу-Гранди-ду-Сул (1821—1822), министра иностранных дел (1825), военного министра (1826—1827) и премьер-министра Португалии в 1835, 1846—1849, 1851—1856 и 1870 годах.

## Список герцогов Салданья
- Жуан Карлуш де Салданья Оливейра и Даун (17 ноября 1790 — 21 ноября 1876), сын Жуана Висенте де Салданьи Оливейры и Соуза Жузарте Фигейры, 1-го графа де Риу-Майор (1746—1804), и Марии Амалии де Карвалью Даун.
- Жуан Карлуш де Салданья Оливейра и Даун (20 ноября 1825 — 23 сентября 1880), старший сын предыдущего
- Жуан Карлуш де Салданья Оливейра и Даун (1 апреля 1889 — 7 июля 1954), сын Жуана Карлуша де Салданьи Оливейры и Дауна, 2-го графа де Альмоштера (1858—1897), племянник предыдущего
- Хосе Аугусту де Салданья Оливейра и Даун (17 апреля 1894 — 5 января 1970), старший сын предыдущего
- Хосе Аугусту де Салданья Оливейра и Даун (15 марта 1921—2011), единственный сын предыдущего
- Жуан Карлуш Дуарте де Салданья и Даун (род. 14 апреля 1946), старший сын предыдущего.

## Другие титулы
Герцоги Салданья также носили следующие титулы:
- Граф Салданья, был создан 14 января 1833 года королевой Марией II
- Маркиз Салданья, был создан 27 мая 1834 года указом королевы Марии II
- Граф Альмоштер, был создан 1 декабря 1834 года указом королевы Марии II